# Brawa

Früheres Logo BRAWA

Brawa (Eigenschreibweise BRAWA) ist ein Modelleisenbahn-Hersteller in der schwäbischen Gemeinde Remshalden. Gemeinsam mit den Firmen Braunkabel, in-akustik und Eagle Cable ist das Unternehmen heute Teil einer mittelständischen, familiengeführten Firmengruppe.

## Geschichte
1948 wurde die Firma durch Artur Braun in Waiblingen gegründet (damals noch „Artur Braun aus Waiblingen“). Aus Artur Braun aus Waiblingen wurde 1956 die Firma „Brawa“ (Brawa Artur Braun Modellspielwarenfabrik GmbH + Co.). 1962 erfolgte die Umwandlung in die Brawa Artur Braun Modellspielwarenfabrik GmbH & Co. mit Sitz in Remshalden.
1963 wurde die Herstellung von Modellbahnzubehör der Firma Eheim übernommen.
1970 verlagerte sich das Unternehmen nach Remshalden. Dort wurde zudem die Firma Braunkabel zur Herstellung von Kabeln gegründet.
Das Unternehmen entwickelte sich vom Lieferanten für einfaches Zubehör zum Modellhersteller.

## Produktsortiment

H0-Modell der Titlisbahn-Bergstation

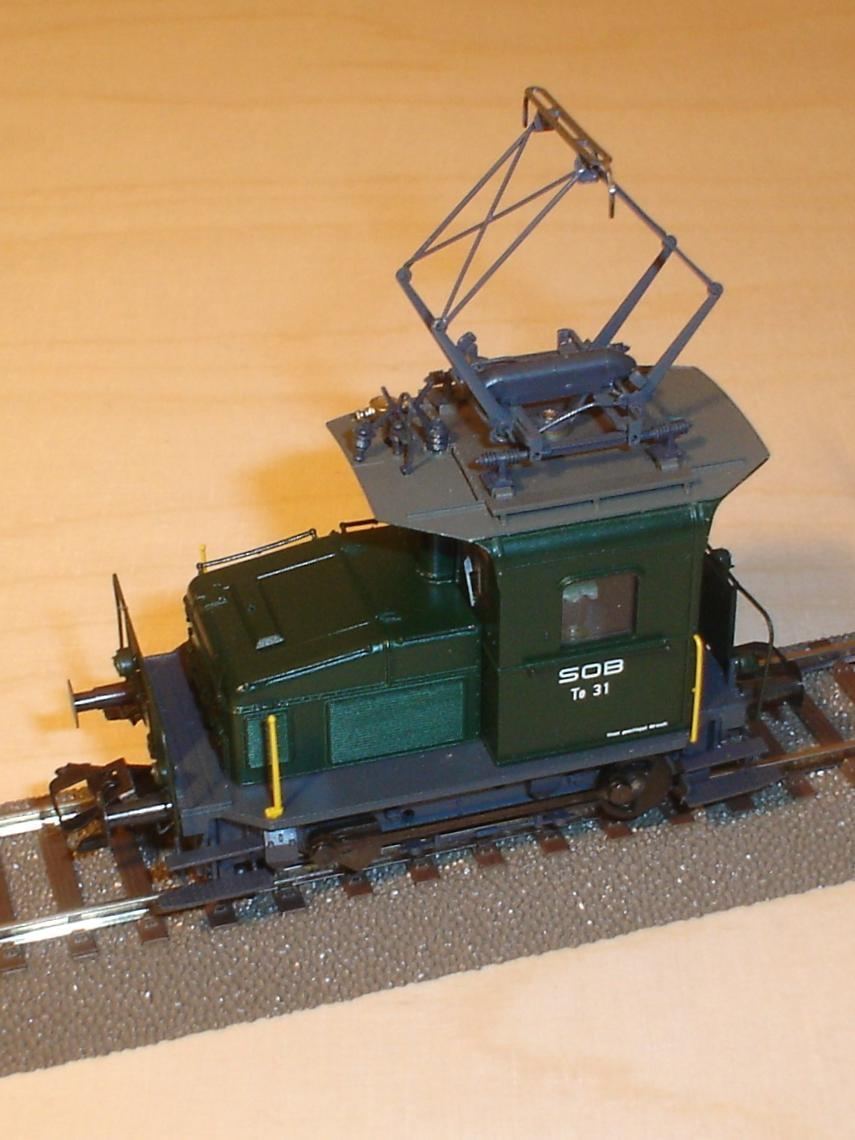
Rangiertraktor Te 2/2 III der Schweizerischen Südostbahn (SOB) in der Nenngröße H0

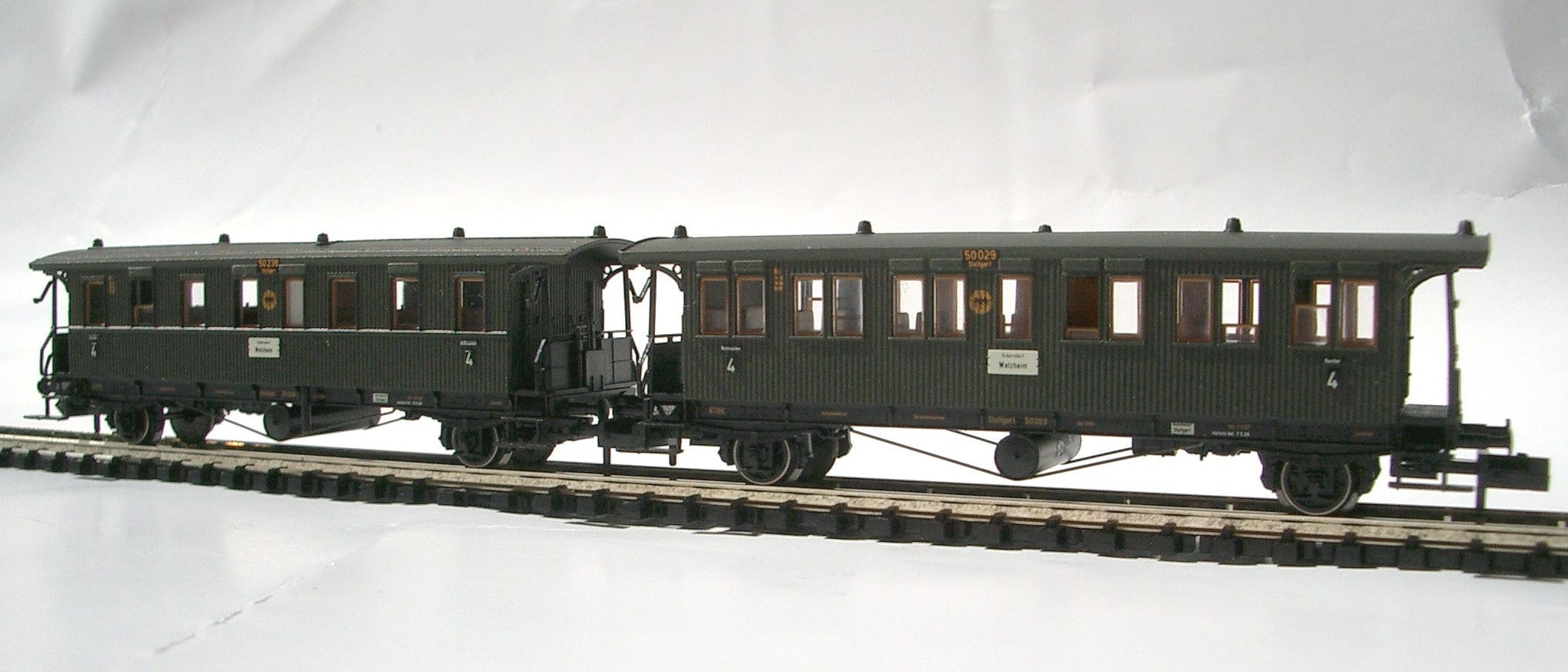
Württembergische Personenzugwagen der Bauarten Di wü 98a und Di wü 08

### Leuchtenmodelle und Zubehör
Das Unternehmen spezialisierte sich zuerst auf Modellbahnzubehör wie Beleuchtung. Seit über 60 Jahren werden historische und moderne Leuchtenmodelle für alle Nenngrößen produziert. Seit 2007 sind viele Leuchten für die Nenngröße H0 (Maßstab 1:87), TT (1:120) und N (1:160) mit LED-Technik ausgestattet. Ein bekanntes Produkt war auch die Brawa-Schiebebühne, die es für H0 und N gab.

### Trolley-Busse
Brawa produzierte lange Zeit funktionsfähige Modell-Oberleitungsbusse, die sogenannten „Trolley-Busse“. Diese wurden 1963 von der Firma Eheim übernommen und mit Überarbeitungen und Programmerweiterungen bis ins Jahr 2000 produziert. Die Oberleitungsbusse der Epoche III wurden für die Nenngrößen H0 (HS 160) und N (Daimler-Benz) hergestellt, neue Fahrzeugtypen gab es nicht. Einen Nachbau der Solinger O-Busse, allerdings ohne Antrieb, gab es 2005 durch die dort ansässigen Unternehmen Wilkinson und Stahlhaus.

### Seilbahnen
Brawa stellte auch N- und H0-Modelle von Seilbahnen her. Auch diese Produkte wurden von Eheim übernommen (Lorenseilbahn, Schauinslandbahn, Sessellift, Kanzelwandbahn) und weiterentwickelt wie etwa Modelle der Standseilbahn Stuttgart (H0m und N) und der Nebelhornbahn. Bei diesen Modellen wurde die Seilbahn getrennt von den Gebäuden angeboten, sodass der Kunde eigene Gebäude verwenden konnte. Danach folgte die Titlis-Seilbahn mit beweglicher Plattform und sich drehenden Gondeln. Angekündigt war für 2010 die Hahnenkammbahn von Kitzbühel für H0, die Auslieferung wurde aber immer wieder verschoben und erfolgte letztendlich ab Mai 2013. In diesem Segment gibt es seit 2012 mit der österreichischen Jägerndorfer GmbH Konkurrenz, als diese erstmals ein H0-Modell einer Einseil-Umlaufbahn herausbrachte.

### Lokomotiven und Wagen
Seit 1993 wird auch rollendes Material hergestellt. Modelle für Spur H0 sind für Gleich- und Wechselstromsysteme erhältlich. Die Modellpalette umfasst Lokomotiven, Wagen und Zubehör der Nenngrößen 0, H0, TT, N und Z. aller Epochen. Seit 2010 sind auch Fahrzeugmodelle für die Spur 0 erhältlich. Derzeit ruht das Spur 0-Programm (ab 2017).

## Konflikte
Betroffen war das Unternehmen vom Konflikt mit dem chinesischen Hersteller Kader Industrial Company Ltd., der Brawas früheren Hauptlieferanten Sanda Kan im November 2008 aufkaufte und im Juni 2010 sämtliche Verträge kündigte. Von den 80 betroffenen Kunden wurden höhere Preise und Stückzahlen verlangt.